# Pozo Colorado
Pozo Colorado est une ville du Paraguay, situé à 268 km de la capitale nationale, Asuncion. Jusqu'en 1999, Pozo Colorado était la capitale du département de Presidente Hayes, dont la capitale est depuis cette date Villa Hayes.